# Passiflora glandulosa
Passiflora glandulosa är en passionsblomsväxtart som beskrevs av Antonio José Cavanilles. Passiflora glandulosa ingår i släktet passionsblommor, och familjen passionsblomsväxter. Inga underarter finns listade i Catalogue of Life.

## Bildgalleri

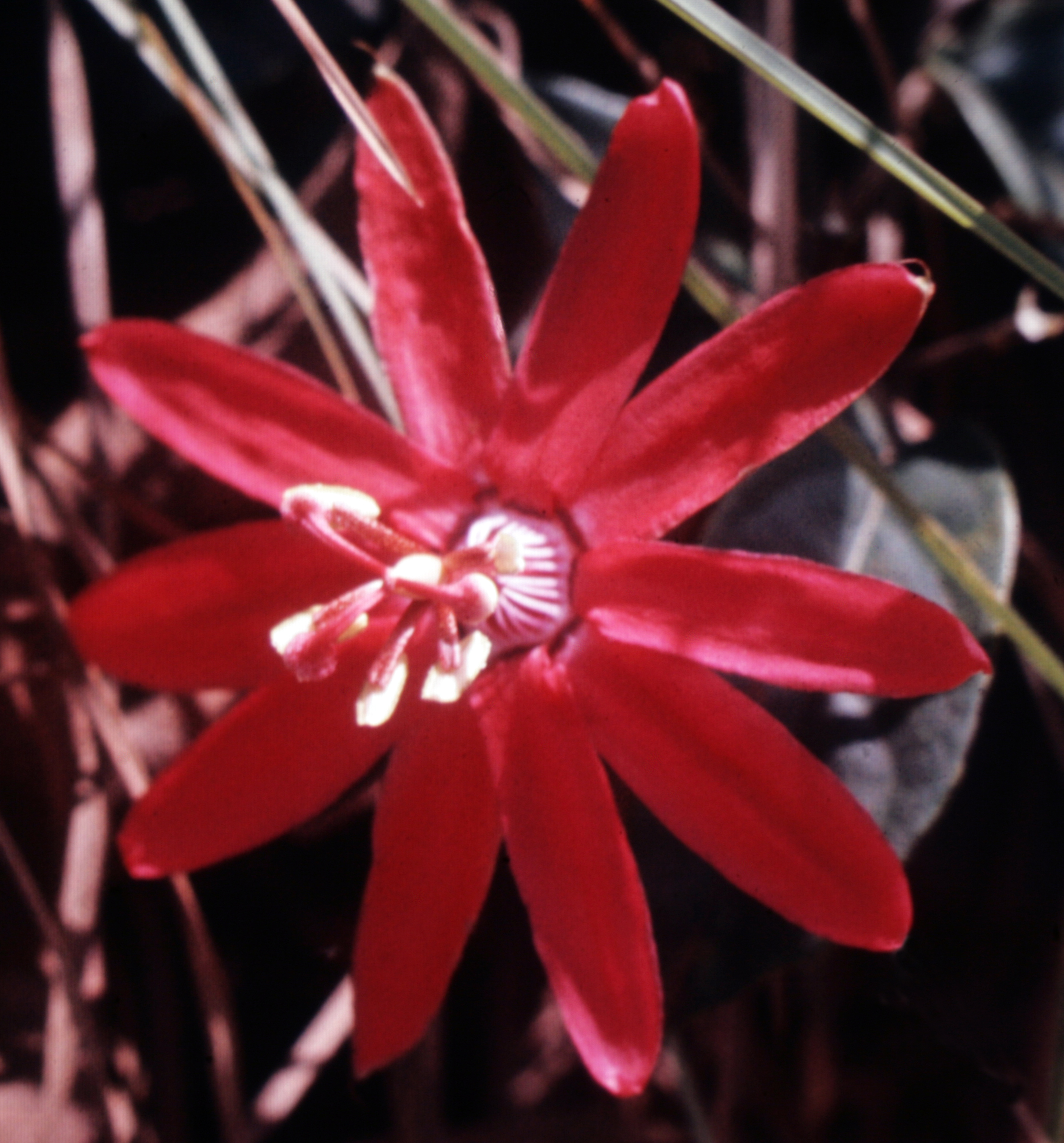